# 快適!住まいるナビ
『快適!住まいるナビ』 (かいてきすまいるナビ）は、テレビ東京系列ほかで2004年4月12日から同年9月27日まで放送された住宅情報番組である。

## 概要
快適な暮らしを望む全ての人々の要望や悩みを募集し、それらを解決・実現する為の情報を提案して行う内容だったが、当時の裏番組だった『スーパーテレビ情報最前線』（日本テレビ）や『SMAP×SMAP』（関西テレビ・フジテレビ）などに視聴率で勝てず、半年で終了。

## 出演者

### レギュラー
- 薬丸裕英
- 藤村俊二
- 南野陽子

| テレビ東京系 月曜22:00 - 22:54枠                                        | テレビ東京系 月曜22:00 - 22:54枠 | テレビ東京系 月曜22:00 - 22:54枠   |
| 前番組                                                                  | 番組名                           | 次番組                             |
| ----------------------------------------------------------------------- | -------------------------------- | ---------------------------------- |
| UCアンダーカバー 特殊捜査班 (2003.10 - 2004.3) 【ここまで海外ドラマ枠】 | 快適!住まいるナビ (2004.4 - 9)   | ザ・ヒューマンD (2004.10 - 2005.3) |

| スタブアイコン | サブスタブ | この項目は、まだ閲覧者の調べものの参照としては役立たない、テレビ番組に関連した書きかけの項目です。この項目を加筆・訂正などしてくださる協力者を求めています（P:テレビ/PJ:放送または配信の番組）。 |